# 8541 Шалькенмерен
8541 Шалькенмерен (8541 Schalkenmehren) — астероїд головного поясу, відкритий 9 жовтня 1993 року.
Тіссеранів параметр щодо Юпітера — 3,678.